# 견식

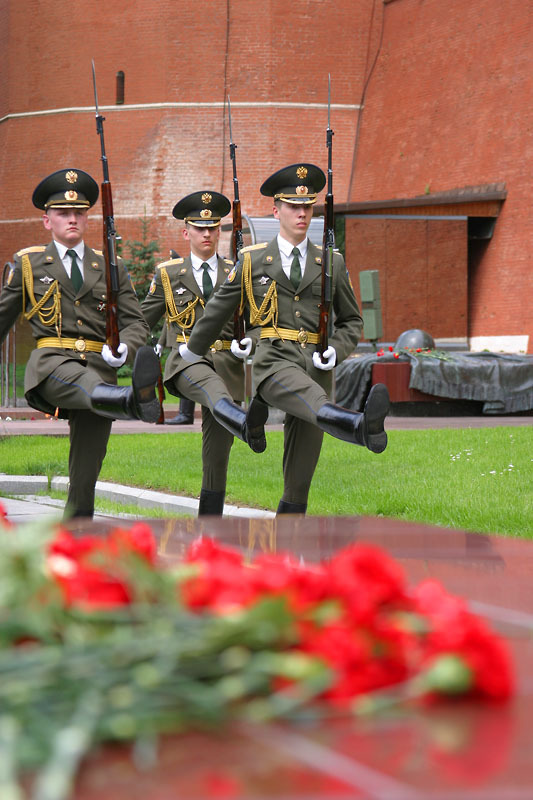
견식을 착용한 러시아 대통령 경호연대.

견식(肩飾, aiguillette 에기예트[*])은 금속붙이와 술로 만드는 어깨장식이다.

## 같이 보기
- 견장